# Remshalden
Remshalden là một đô thị ở huyện Rems-Murr, trong Baden-Württemberg, Đức. Đô thị này có diện tích 15,15 km², dân số thời điểm ngày 31 tháng 12 năm 2006 là 13.509 người. Đô thị này tọa lạc bên sông Rems, 8 km về phía đông của Waiblingen, và 18 km về phía đông của Stuttgart.

## Thành phố kết nghĩa
Các đô thị kết nghĩa của Remshalden là:
- Gournay-en-Bray, Pháp, từ năm 1989
- Etyek, Hungary, từ năm 1994
- Elterlein, Đức